# Danny Glover
Danny Lebern Glover Embaixador(a) da boa vontade da UNICEF (San Francisco, 22 de julho de 1946) é um ator, diretor de cinema e ativista americano. É conhecido por suas atuações em filmes de ação tais como Predador 2 e a série Máquina Mortífera. Ele apareceu em muitos outros filmes, programas de televisão, e produções teatrais, e é um defensor ativo de várias causas humanitárias e políticas. Entre suas atividades como ativista, Glover se notabilizou por opinar sobre a política brasileira.

## Filmografia
- 2019 - Jumanji: The Next Level
- 2019 _ The Dead Don't Die
- 2018 _ The Old Man and the Gun
- 2017 _ Monster Trucks (filme)
- 2016_ Criminal Minds (1 episódio, TV)
- 2016 - Mr. Pig
- 2016 - Encurralados
- 2015 - Consumed
- 2015 - Scout
- 2014 - Bad Asses
- 2013 - Muhammad Ali's Greatest Fight
- 2011 - Age of the Dragons
- 2010 - Alpha and Omega
- 2010 - Dear Alice
- 2010 - Death at a Funeral
- 2010 - Five Minarets in New York
- 2010 - Human Target (TV)
- 2010 - I Want to Be a Soldier
- 2010 - Legendary
- 2010 - Mooz-lum
- 2009 - 2012
- 2009 - The Harimaya Bridge
- 2009 - Night Train
- 2008 - Be Kind Rewind
- 2008 - Blindness
- 2008 - Gospel Hill
- 2008 - Saw V
- 2008 - Unstable Fables: Tortoise vs. Hare
- 2007 - Battle for Terra
- 2007 - Honeydripper
- 2007 - Shooter
- 2006 - Dreamgirls
- 2006 - Barnyard (voz)
- 2006 - Nujoma: Where Others Wavered
- 2006 - The Adventures of Brer Rabbit
- 2006 - The Shaggy Dog
- 2005 - Missing in America
- 2005 - The Exonerated (TV)
- 2005 - Manderlay
- 2004 - Earthsea
- 2004 - The Cookout
- 2004 - Saw
- 2003 - The Good Fences
- 2001 - The Royal Tenenbaums
- 2001 - 3 A.M.
- 2000 - Boesman and Lena
- 2000 - Freedom Song (TV)
- 1999 - Scared Straight! 20 Years Later (TV) (voz - narrador)
- 1999 - The Monster
- 1999 - Wings Against the Wind
- 1998 - The Prince of Egypt (voz)
- 1998 - Beloved
- 1998 - Antz (voz)
- 1998 - Lethal Weapon 4
- 1997 - Buffalo Soldiers (telefilme) (TV)
- 1997 - The Rainmaker
- 1997 - Switchback
- 1997 - Wild America
- 1997 - Gone Fishin
- 1997 - Can't you hear the wind howl? The life & music of Robert Johnson (voz - narrador)
- 1996 - America's Dream
- 1995 - Operation Dumbo Droop
- 1994 - Angels in the Outfield
- 1994 - Maverick
- 1993 - The Saint of Fort Washington
- 1993 - Bopha!
- 1992 - Lethal Weapon 3
- 1991 - Grand Canyon
- 1991 - Pure Luck
- 1991 - A Rage in Harlem
- 1990 - Predator 2
- 1990 - Flight of the Intruder
- 1990 - To Sleep with Anger
- 1989 - Dead Man Out (TV)
- 1989 - A Raising in the Sun (TV)
- 1989 - Lethal Weapon 2
- 1988 - Bat 21
- 1987 - Mandela (TV)
- 1987 - Lethal Weapon
- 1985 - The Color Purple
- 1985 - Witness
- 1985 - And the Children Shall Lead (TV)
- 1985 - Silverado
- 1984 - Iceman
- 1984 - Places in the Heart
- 1983 - Memorial Day (TV)
- 1983 - The Face of Rage (TV)
- 1982 - Out (br: Comando Out)
- 1981 - Chu Chu and the Philly Flash
- 1981 - Oscar Micheaux, Film Pioneer
- 1979 - Escape from Alcatraz

## Prêmios e indicações
Independent Spirit Awards (EUA)
- Ganhou o prêmio na categoria de "Melhor Ator", por Não durma nervoso, em 1990.

MTV Movie Awards (EUA)
- Ganhou o prêmio na categoria de "Melhor Equipe", por Lethal Weapon 3, em 1992.
- Recebeu uma indicação na categoria de "Melhor Sequência de Ação", por Lethal Weapon 4, em 1998.